# Линдфорс, Антон
Антон Линдфорс (швед. Anton Lindfors; род. 22 апреля 1991, Порвоо, Финляндия) — финский сноубордист, выступающий в сноуборд-кроссе.
- Призёр этапов Кубка мира (всего — 1 подиум);
- Серебряный призёр чемпионата Финляндии в сноуборд-кроссе (2014);
- Многократный победитель и призёр FIS Race.

## Спортивная карьера

### Юниорские достижения
| Год  | Место проведения  | Возраст | Сноуборд-кросс | Параллельный гигантский слалом | Гигантский слалом |
| ---- | ----------------- | ------- | -------------- | ------------------------------ | ----------------- |
| 2006 | ЮЧМ Вивальди Парк | U19     | 62             | 48                             | -                 |
| 2007 | ЮОФ Яка           | U19     | -              | 50                             | 16                |
| 2007 | ЮЧМ Бад Гаштайн   | U19     | 55             | -                              | -                 |
| 2008 | ЮЧМ Вальмаленко   | U19     | 36             | -                              | -                 |
| 2009 | ЮЧМ Нагано        | U19     | 10             | -                              | -                 |
| 2011 | ЮЧМ Вальмаленко   | U19     | 9              | -                              | -                 |